# 23014 Walstein
23014 Walstein è un asteroide della fascia principale. Scoperto nel 1999, presenta un'orbita caratterizzata da un semiasse maggiore pari a 2,5711518 UA e da un'eccentricità di 0,1782634, inclinata di 3,72550° rispetto all'eclittica.